# الناصرية (الجيزة)
قرية الناصرية هي إحدى القرى التابعة لمركز العياط في محافظة الجيزة في جمهورية مصر العربية. حسب إحصاءات سنة 2006، بلغ إجمالي السكان في الناصرية 10260 نسمة، منهم 5221 رجل و5039 امرأة.